# Confinament per pinçament
El  confinament per pinçament  consisteix en la compressió de plasma en moviment mitjançant la interacció de camps magnètics oposats: un generat pel mateix plasma en moviment i l'altre generat externament.
Un pinçament (en anglès  pinch ) és un punt de màxima compressió o mínim flux en diferents processos d'enginyeria química.

## Base física
Específicament el mètode es basa en la Llei de Lenz que indica que un camp magnètic variable indueix un corrent en un conductor i que aquest conductor crea un camp magnètic en la direcció oposada. És a dir, si un imant s'aproxima a un conductor llavors es crea un corrent elèctric en el conductor i aquesta crea un camp magnètic oposat que s'oposa a l'avanç de l'imant cap al conductor.
I atès que el plasma és un conductor elèctric per si mateix, llavors un camp magnètic extern indueix un corrent en el plasma que al seu torn crea un camp magnètic que s'oposa a l'extern amb la qual cosa es pot pinçar part del plasma. No obstant el camp magnètic extern és "fix" a l'equip que el genera, mentre que el plasma per si mateix és mòbil i, per tant, el plasma es comprimeix lluny del camp magnètic extern.